# Clocher de tourmente des Sagnes
Le clocher de tourmente des Sagnes est un clocher de tourmente situé dans le hameau des Sagnes, sur la commune de Saint-Julien-du-Tournel dans le département de la Lozère.
L'édifice est inscrit aux monuments historiques depuis 1992.

## Sources et références
1. ↑  Notice no PA00103947, sur la plateforme ouverte du patrimoine, base Mérimée, ministère français de la Culture